# Anychia canadensis
Anychia canadensis là loài thực vật có hoa thuộc họ Cẩm chướng. Loài này được (L.) Britton, Sterns & Poggenb. mô tả khoa học đầu tiên năm 1888.